# Šternberská hrobka (Stupno)
Šternberská hrobka, také Šternberská hrobní kaple je pohřební kaple šlechtického rodu Šternberků (Sternbergů) na hřbitově ve Stupně (součást obce Břasy) v okrese Rokycany. Byla postavena v empírovém stylu v roce 1808 nebo 1827. V hrobce bylo pohřbeno několik příslušníků rodu, z nichž vyniká přírodovědec Kašpar Maria hrabě ze Šternberka. Stavba je památkově chráněna.

## Historie a architektura
Šternberkové vlastnili radnické panství od roku 1758, kdy ho v dražbě koupil císařský a královský tajný rada a dlouholetý podkomoří Českého království Jan Nepomuk I. ze Šternberka (1713–1798).
Volně stojící zděnou pohřební kapli v jihozápadní části vesnice nechal vystavět v čistém empírovém stylu v roce 1808 nebo 1827 Kašpar Maria ze Šternberka. Postavena byla na mírně vyvýšené terase tak, aby na ni bylo vidět ze schodiště březinského zámku. Výhled však v průběhu času zakryla vegetace. Součástí hřbitova se stala mnohem později.
Stavba má obdélný půdorys s půlkruhovým závěrem na západní straně. K hlavnímu vstupu vede široké kamenné schodiště, na které navazuje chodník dlážděný žulovými deskami. Hlavní průčelí s představenou čtveřicí iónských sloupů, které podpírají kladí s trojúhelným štítem (tympanon), je směrem k východu. Římsa kladí navazuje na korunní římsu bočních stěn a ramena tympanonu provází obdobná římsa. Ve vrcholu tympanonu je osazen železný křížek na kamenném podstavci. Čtyři válcové sloupy s entazí (vydutím), které nesou obdélný široký portikus, stojí na nízkých čtvercových plintech, mají oblounové patky a iónské hlavice doplněné vejcovcem. Vstupní obdélný portál je kamenný, má rovný záklenek, na čelní straně je profilovaný jemnými ústupky a vnější lištou. Dvoukřídlé plechové dveře jsou rozčleněny plechovými pásky a rozetkami. Nad vstupem je předsazené obdélné pole, uprostřed kterého je kovový šternberský erb. Uprostřed jeho pole je jako obecná figura osmicípá hvězda, trojhranný (gotický) štít je opatřen klenotem (hvězda), přilbou s korunkou a přikryvadly. Podlaha portiku je vytvořena ze žulových desek, nahoře jsou tři zrcadlové klenbičky oddělené pasy. Nízká střecha, kterou pokrývá měděný plech, je sedlová s kuželovým pláštěm nad závěrem. Objekt je opatřen omítanými fasádami, které jsou členěny nízkým předsazeným soklem a výrazně vyloženou profilovanou korunní římsou se zubořezem. Žlutá barva fasády koresponduje s barvou šternberské hvězdy. V horní polovině severní a jižní stěny je kruhový okenní otvor rámovaný profilovanou šambránou. Okna mají dřevěné výplně, jsou dělené paprskovitě a chrání je mříž. Stejný otvor se nachází také v ose závěru, kde ústí tři větrací okénka z hrobky s mříží.
V přízemí (horní prostor) je kaple, která má kruhový půdorys, vede do ní chodbička, která je zaklenuta plackou. Uvnitř je umístěna klasicistní tumba se šternberským erbem a krucifixem.
V suterénu (dolní prostor) se nachází hrobka, která má valenou klenbu s lunetami. Po obvodě jsou hrobové šachty.

## Seznam pohřbených
Do krypty byly uloženy ostatky sedmi příslušníků Leopoldovy větve rodu Šternberků. Jako první tu byla v roce 1830 pohřbena hraběnka Aloisie. Po více než stoleté pauze byly zdejší pohřby obnoveny uložením ostatků Zdeňka Sternberga a jeho manželky Alžběty v roce 2021.
Nejslavnější byl však Kašpar Maria hrabě ze Šternberka (1761–1838), obrozenec, botanik, geolog, paleontolog, jeden ze zakladatelů paleobotaniky, spoluzakladatel Národního muzea v Praze, kterému věnoval své rozsáhlé sbírky nerostů, zkamenělin a herbářových položek. Od roku 1808 bydlel na nedalekém zámku Březina, který zdědil po svém bratrovi Jáchymovi. V jeho okolí založil rozměrnou botanickou zahradu s vytápěnými skleníky, kde pěstoval rostliny z celého světa. K panství patřilo také devatenáct dolů na černé uhlí a doly na železnou rudu. U jeho hrobu jsou symbolicky umístěna zlomená geologická kladívka a část zkamenělé přesličky.

### Chronologicky podle data úmrtí
V tabulce jsou uvedeny základní informace o pohřbených. Fialově jsou vyznačeni příslušníci rodu Sternbergů, žlutě jsou vyznačeny manželky přivdané do rodiny, pokud zde byly pohřbeny. Červeně jsou zvýrazněni majitelé hradu Český Šternberk. Generace jsou počítány od Zdeslava ze Šternberka († 1265). U manželek je generace v závorce a týká se generace manžela. Děti jsou vypsány v poznámce u matky, avšak pokud byla matka pohřbena jinde, jsou děti uvedeny v poznámce u otce.
| Po-řadí | Gene-race | Jméno pohřbeného                        | Datum a místo narození           | Otec                                                                                   | Datum a místo sňatku, choť                                    | Pohřeb a uložení do hrobky | Poznámky |
| Po-řadí | Gene-race | Jméno pohřbeného                        | Datum a místo úmrtí              | Matka                                                                                  | Datum a místo sňatku, choť                                    | Pohřeb a uložení do hrobky | Poznámky |
| ------- | --------- | --------------------------------------- | -------------------------------- | -------------------------------------------------------------------------------------- | ------------------------------------------------------------- | --- | --- |
| 1.      | 17.       | Aloisie ze Šternberka                   | 3. 3. 1762 Praha                 | František Adam ze Šternberka 20. 7. 1711 Vídeň – 19. 9. 1789 Žirovnice                 |                                                               | | Od roku 1783 dáma ústavu šlechtičen U Andělů v Praze. |
| 1.      | 17.       | Aloisie ze Šternberka                   | 4. 9. 1830 Praha                 | Marie Kristýna z Dietrichsteinu 26. 8. 1726 – 6. 10. 1766                              |                                                               | | Od roku 1783 dáma ústavu šlechtičen U Andělů v Praze. |
| 2.      | 17.       | Kašpar Maria ze Šternberka              | 6. 1. 1761 Praha                 | Jan Nepomuk I. ze Šternberka 11. 7. 1713 – 22. 8. 1798 Praha                           |                                                               | Pohřben 27. 12. 1838. | Přírodovědec (botanik, geolog, paleontolog), spoluzakladatel Národního muzea. Kanovník řezenské kapituly (1783–1806), C. k. komoří a tajný rada (1824), komtur (1832) a velkokříž (1836) Leopoldova řádu, prezident Společnosti muzea (1822), předseda sjezdu lékařů a přírodovědců v Praze (1837), majitel panství Radnice (1808–1838). Zemřel ve věku 77 let na mozkovou mrtvici.                        |
| 2.      | 17.       | Kašpar Maria ze Šternberka              | 20. 12. 1838 Březina             | Anna Josefa Krakowská z Kolowrat 28. 12. 1726 Praha – 10. 8. 1790                      |                                                               | Pohřben 27. 12. 1838. | Přírodovědec (botanik, geolog, paleontolog), spoluzakladatel Národního muzea. Kanovník řezenské kapituly (1783–1806), C. k. komoří a tajný rada (1824), komtur (1832) a velkokříž (1836) Leopoldova řádu, prezident Společnosti muzea (1822), předseda sjezdu lékařů a přírodovědců v Praze (1837), majitel panství Radnice (1808–1838). Zemřel ve věku 77 let na mozkovou mrtvici.                        |
| 3.      | (18.)     | Marie Žofie ze Stadion-Thannhausenu     | 3. 2. 1819 Vídeň                 | Jan Filip ze Stadion-Thannhausenu 1780–1839                                            | 17. 4. 1845 Vídeň: Zdeněk ze Šternberka (č. 4)                | | Dáma řádu Hvězdového kříže (1846) a palácová dáma. Narodily se jí následující děti: - 1. Zdeňka Karolina, provd. z Schönbornu (1846–1915; pohřbena na hřbitově v Dolní Lukavici) - 2. Kunhuta, provd. z Lobkowicz (1847–1916; pohřbena v Lobkowiczké hrobce v Křimicích) - 3. Alois (1850–1907; č. 5) - 4. Filip (1852–1924; pohřben v kapli Nanebevzetí Panny Marie v Jemništi) - 5. Karolina (1856–1930) |
| 3.      | (18.)     | Marie Žofie ze Stadion-Thannhausenu     | 2. 2. 1873 Vídeň                 | Kunhuta z Kesselstadtu 1795–1872                                                       | 17. 4. 1845 Vídeň: Zdeněk ze Šternberka (č. 4)                | | Dáma řádu Hvězdového kříže (1846) a palácová dáma. Narodily se jí následující děti: - 1. Zdeňka Karolina, provd. z Schönbornu (1846–1915; pohřbena na hřbitově v Dolní Lukavici) - 2. Kunhuta, provd. z Lobkowicz (1847–1916; pohřbena v Lobkowiczké hrobce v Křimicích) - 3. Alois (1850–1907; č. 5) - 4. Filip (1852–1924; pohřben v kapli Nanebevzetí Panny Marie v Jemništi) - 5. Karolina (1856–1930) |
| 4.      | 18.       | Zdeněk (Zdenko) ze Šternberka           | 8. 6. 1813 Pohořelice            | Josef Leopold ze Šternberka 24. 9. 1770/1776 Praha – 18. 2. 1858 Vídeň                 | 17. 4. 1845 Vídeň: Marie Žofie ze Stadion-Thannhausenu (č. 3) | Tělo bylo vykropeno 12. 3. 1900 v domě smutku (Ungargasse 43, Vídeň III.), poté byla rakev s ostatky převezena do Stupna a tam 14. 3. uložena do rodinné hrobky. | C. k. komoří (1837), čestný rytíř Maltézského řádu, majitel panství Radnice (od 1838) a statků Březina (od 1838), Český Šternberk (od 1841) a Jemniště (od 1868). Zemřel ve věku 86 let na zánět průdušnice. |
| 4.      | 18.       | Zdeněk (Zdenko) ze Šternberka           | 9. 3. 1900 Vídeň 3-Landstraße    | Marie Karolína z Walseggu 19. 1. 1781 Vídeňské Nové Město – 2. 6. 1857 Vídeň           | 17. 4. 1845 Vídeň: Marie Žofie ze Stadion-Thannhausenu (č. 3) | Tělo bylo vykropeno 12. 3. 1900 v domě smutku (Ungargasse 43, Vídeň III.), poté byla rakev s ostatky převezena do Stupna a tam 14. 3. uložena do rodinné hrobky. | C. k. komoří (1837), čestný rytíř Maltézského řádu, majitel panství Radnice (od 1838) a statků Březina (od 1838), Český Šternberk (od 1841) a Jemniště (od 1868). Zemřel ve věku 86 let na zánět průdušnice. |
| 5.      | 19.       | Alois ze Šternberka                     | 12. 11. 1850 Vídeň-Vnitřní Město | Zdeněk ze Šternberka (č. 4)                                                            |                                                               | Tělo bylo vykropeno 1. 6. 1907 na zámku Jemniště, poté byla rakev s ostatky převezena do Stupna a tam 3. 6. uložena do rodinné hrobky.                           | C. k. komoří (1880), majitel velkostatku Radnice a Český Šternberk (1900–1907). Zemřel ve věku 56 let na vysílení. |
| 5.      | 19.       | Alois ze Šternberka                     | 30. 5. 1907 Jemniště             | Marie Žofie Terezie ze Stadion-Thannhausenu (č. 3)                                     |                                                               | Tělo bylo vykropeno 1. 6. 1907 na zámku Jemniště, poté byla rakev s ostatky převezena do Stupna a tam 3. 6. uložena do rodinné hrobky.                           | C. k. komoří (1880), majitel velkostatku Radnice a Český Šternberk (1900–1907). Zemřel ve věku 56 let na vysílení. |
| 6.      | 21.       | Zdeněk Sternberg                        | 15. 8. 1923 Praha                | Jiří Douglas Sternberg 10. 12. 1888 Praha – 27. 7. 1965 Bruneck, Jižní Tyrolsko        | 10. 5. 1955 Praha-Malá Strana: Alžběta Hrubá-Gelenj (č. 7)    | 2021 | Restituent rodového majetku – Březina, Český Šternberk (1992), čestný a devoční rytíř Suverénního řádu Maltézských rytířů (velkokříž), držitel medaile Za zásluhy II. stupně (2005) |
| 6.      | 21.       | Zdeněk Sternberg                        | 19. 1. 2021 Český Šternberk      | Kunhuta Mensdorff-Pouilly 11. 1. 1899 Smíchov, dnes Praha-Smíchov – 19. 11. 1989 Dírná | 10. 5. 1955 Praha-Malá Strana: Alžběta Hrubá-Gelenj (č. 7)    | 2021 | Restituent rodového majetku – Březina, Český Šternberk (1992), čestný a devoční rytíř Suverénního řádu Maltézských rytířů (velkokříž), držitel medaile Za zásluhy II. stupně (2005) |
| 7.      | (21.)     | Alžběta Sternbergová, roz. Hrubá-Gelenj | 28. 2. 1929 Červené Pečky        | Josef Hrubý z Gelenj 22. 4. 1866 Červené Pečky – 14. 1. 1943 Červené Pečky             | 10. 5. 1955 Praha-Malá Strana: Zdeněk Sternberg (č. 6)        | 2021 | Dáma řádu Hvězdového kříže. Narodil se jí syn: - Filip (* 1956) |
| 7.      | (21.)     | Alžběta Sternbergová, roz. Hrubá-Gelenj | 6. 2. 2021 Český Šternberk       | Karola Bukuwková z Bukuwky 3. 6. 1889 Horth – 2. 10. 1952 Praha                        | 10. 5. 1955 Praha-Malá Strana: Zdeněk Sternberg (č. 6)        | 2021 | Dáma řádu Hvězdového kříže. Narodil se jí syn: - Filip (* 1956) |

### Příbuzenské vztahy pohřbených
Následující schéma znázorňuje příbuzenské vztahy. Červeně orámovaní byli pohřbeni v hrobce, arabské číslice odpovídají pořadí pohřbení v kapli podle předchozí tabulky. Římské číslice představují pořadí manželky, pokud se některý ze Šternberků oženil více než jednou. Vzhledem k účelu schématu se nejedná o kompletní rodokmen Šternberků.
|                                         |                                         |                                         |                                         |                                               |                                               |                                               |                                               | František Leopold ze Šternberka † 1745        | František Leopold ze Šternberka † 1745        | František Leopold ze Šternberka † 1745 | František Leopold ze Šternberka † 1745 | František Leopold ze Šternberka † 1745 | František Leopold ze Šternberka † 1745 |                                        |                                        | Marie Anna Johana ze Schwarzenbergu 1688–1757      | Marie Anna Johana ze Schwarzenbergu 1688–1757      | Marie Anna Johana ze Schwarzenbergu 1688–1757      | Marie Anna Johana ze Schwarzenbergu 1688–1757      | Marie Anna Johana ze Schwarzenbergu 1688–1757      | Marie Anna Johana ze Schwarzenbergu 1688–1757      |                                      |                                      |                                            |                                            |                                            |                                            |                                            |                                            |                            |                            |                                                      |                                                      |                                                      |                                                      |                                                      |                                                      |                                         |                                         |                                                  |                                                  |                                                  |                                                  |                                                  |                                                  |                                         |                                         |                                                          |                                                          |                                                          |                                                          |                                                          |                                                          |                                |                                |                                       |                                       |                                       |                                       |                                       |                                       |  |  |
|                                         |                                         |                                         |                                         |                                               |                                               |                                               |                                               | František Leopold ze Šternberka † 1745        | František Leopold ze Šternberka † 1745        | František Leopold ze Šternberka † 1745 | František Leopold ze Šternberka † 1745 | František Leopold ze Šternberka † 1745 | František Leopold ze Šternberka † 1745 |                                        |                                        | Marie Anna Johana ze Schwarzenbergu 1688–1757      | Marie Anna Johana ze Schwarzenbergu 1688–1757      | Marie Anna Johana ze Schwarzenbergu 1688–1757      | Marie Anna Johana ze Schwarzenbergu 1688–1757      | Marie Anna Johana ze Schwarzenbergu 1688–1757      | Marie Anna Johana ze Schwarzenbergu 1688–1757      |                                      |                                      |                                            |                                            |                                            |                                            |                                            |                                            |                            |                            |                                                      |                                                      |                                                      |                                                      |                                                      |                                                      |                                         |                                         |                                                  |                                                  |                                                  |                                                  |                                                  |                                                  |                                         |                                         |                                                          |                                                          |                                                          |                                                          |                                                          |                                                          |                                |                                |                                       |                                       |                                       |                                       |                                       |                                       |  |  |
|                                         |                                         |                                         |                                         |                                               |                                               |                                               |                                               |                                               |                                               |                                        |                                        |                                        |                                        |                                        |                                        |                                                    |                                                    |                                                    |                                                    |                                                    |                                                    |                                      |                                      |                                            |                                            |                                            |                                            |                                            |                                            |                            |                            |                                                      |                                                      |                                                      |                                                      |                                                      |                                                      |                                         |                                         |                                                  |                                                  |                                                  |                                                  |                                                  |                                                  |                                         |                                         |                                                          |                                                          |                                                          |                                                          |                                                          |                                                          |                                |                                |                                       |                                       |                                       |                                       |                                       |                                       |  |  |
|                                         |                                         |                                         |                                         |                                               |                                               |                                               |                                               |                                               |                                               |                                        |                                        |                                        |                                        |                                        |                                        |                                                    |                                                    |                                                    |                                                    |                                                    |                                                    |                                      |                                      |                                            |                                            |                                            |                                            |                                            |                                            |                            |                            |                                                      |                                                      |                                                      |                                                      |                                                      |                                                      |                                         |                                         |                                                  |                                                  |                                                  |                                                  |                                                  |                                                  |                                         |                                         |                                                          |                                                          |                                                          |                                                          |                                                          |                                                          |                                |                                |                                       |                                       |                                       |                                       |                                       |                                       |  |  |
|                                         |                                         |                                         |                                         | II. Marie Kristýna z Dietrichsteinu 1726–1766 | II. Marie Kristýna z Dietrichsteinu 1726–1766 | II. Marie Kristýna z Dietrichsteinu 1726–1766 | II. Marie Kristýna z Dietrichsteinu 1726–1766 | II. Marie Kristýna z Dietrichsteinu 1726–1766 | II. Marie Kristýna z Dietrichsteinu 1726–1766 |                                        |                                        | František Adam ze Šternberka 1711–1789 | František Adam ze Šternberka 1711–1789 | František Adam ze Šternberka 1711–1789 | František Adam ze Šternberka 1711–1789 | František Adam ze Šternberka 1711–1789             | František Adam ze Šternberka 1711–1789             |                                                    |                                                    | III. Marie Anna Wilczeková 1736–1807               | III. Marie Anna Wilczeková 1736–1807               | III. Marie Anna Wilczeková 1736–1807 | III. Marie Anna Wilczeková 1736–1807 | III. Marie Anna Wilczeková 1736–1807       | III. Marie Anna Wilczeková 1736–1807       |                                            |                                            |                                            |                                            |                            |                            | Jan Nepomuk I. ze Šternberka 1713–1798               | Jan Nepomuk I. ze Šternberka 1713–1798               | Jan Nepomuk I. ze Šternberka 1713–1798               | Jan Nepomuk I. ze Šternberka 1713–1798               | Jan Nepomuk I. ze Šternberka 1713–1798               | Jan Nepomuk I. ze Šternberka 1713–1798               |                                         |                                         | Marie Anna Josefa Krakowská z Kolowrat 1726–1790 | Marie Anna Josefa Krakowská z Kolowrat 1726–1790 | Marie Anna Josefa Krakowská z Kolowrat 1726–1790 | Marie Anna Josefa Krakowská z Kolowrat 1726–1790 | Marie Anna Josefa Krakowská z Kolowrat 1726–1790 | Marie Anna Josefa Krakowská z Kolowrat 1726–1790 |                                         |                                         |                                                          |                                                          |                                                          |                                                          |                                                          |                                                          |                                |                                |                                       |                                       |                                       |                                       |                                       |                                       |  |  |
|                                         |                                         |                                         |                                         | II. Marie Kristýna z Dietrichsteinu 1726–1766 | II. Marie Kristýna z Dietrichsteinu 1726–1766 | II. Marie Kristýna z Dietrichsteinu 1726–1766 | II. Marie Kristýna z Dietrichsteinu 1726–1766 | II. Marie Kristýna z Dietrichsteinu 1726–1766 | II. Marie Kristýna z Dietrichsteinu 1726–1766 |                                        |                                        | František Adam ze Šternberka 1711–1789 | František Adam ze Šternberka 1711–1789 | František Adam ze Šternberka 1711–1789 | František Adam ze Šternberka 1711–1789 | František Adam ze Šternberka 1711–1789             | František Adam ze Šternberka 1711–1789             |                                                    |                                                    | III. Marie Anna Wilczeková 1736–1807               | III. Marie Anna Wilczeková 1736–1807               | III. Marie Anna Wilczeková 1736–1807 | III. Marie Anna Wilczeková 1736–1807 | III. Marie Anna Wilczeková 1736–1807       | III. Marie Anna Wilczeková 1736–1807       |                                            |                                            |                                            |                                            |                            |                            | Jan Nepomuk I. ze Šternberka 1713–1798               | Jan Nepomuk I. ze Šternberka 1713–1798               | Jan Nepomuk I. ze Šternberka 1713–1798               | Jan Nepomuk I. ze Šternberka 1713–1798               | Jan Nepomuk I. ze Šternberka 1713–1798               | Jan Nepomuk I. ze Šternberka 1713–1798               |                                         |                                         | Marie Anna Josefa Krakowská z Kolowrat 1726–1790 | Marie Anna Josefa Krakowská z Kolowrat 1726–1790 | Marie Anna Josefa Krakowská z Kolowrat 1726–1790 | Marie Anna Josefa Krakowská z Kolowrat 1726–1790 | Marie Anna Josefa Krakowská z Kolowrat 1726–1790 | Marie Anna Josefa Krakowská z Kolowrat 1726–1790 |                                         |                                         |                                                          |                                                          |                                                          |                                                          |                                                          |                                                          |                                |                                |                                       |                                       |                                       |                                       |                                       |                                       |  |  |
|                                         |                                         |                                         |                                         |                                               |                                               |                                               |                                               |                                               |                                               |                                        |                                        |                                        |                                        |                                        |                                        |                                                    |                                                    |                                                    |                                                    |                                                    |                                                    |                                      |                                      |                                            |                                            |                                            |                                            |                                            |                                            |                            |                            |                                                      |                                                      |                                                      |                                                      |                                                      |                                                      |                                         |                                         |                                                  |                                                  |                                                  |                                                  |                                                  |                                                  |                                         |                                         |                                                          |                                                          |                                                          |                                                          |                                                          |                                                          |                                |                                |                                       |                                       |                                       |                                       |                                       |                                       |  |  |
|                                         |                                         |                                         |                                         |                                               |                                               |                                               |                                               |                                               |                                               |                                        |                                        |                                        |                                        |                                        |                                        |                                                    |                                                    |                                                    |                                                    |                                                    |                                                    |                                      |                                      |                                            |                                            |                                            |                                            |                                            |                                            |                            |                            |                                                      |                                                      |                                                      |                                                      |                                                      |                                                      |                                         |                                         |                                                  |                                                  |                                                  |                                                  |                                                  |                                                  |                                         |                                         |                                                          |                                                          |                                                          |                                                          |                                                          |                                                          |                                |                                |                                       |                                       |                                       |                                       |                                       |                                       |  |  |
| Adam ze Šternberka 1751–1811            | Adam ze Šternberka 1751–1811            | Adam ze Šternberka 1751–1811            | Adam ze Šternberka 1751–1811            | Adam ze Šternberka 1751–1811                  | Adam ze Šternberka 1751–1811                  |                                               |                                               | 1. Aloisie ze Šternberka 1762–1830            | 1. Aloisie ze Šternberka 1762–1830            | 1. Aloisie ze Šternberka 1762–1830     | 1. Aloisie ze Šternberka 1762–1830     | 1. Aloisie ze Šternberka 1762–1830     | 1. Aloisie ze Šternberka 1762–1830     |                                        |                                        | Josef Leopold (Leopold I.) ze Šternberka 1770–1858 | Josef Leopold (Leopold I.) ze Šternberka 1770–1858 | Josef Leopold (Leopold I.) ze Šternberka 1770–1858 | Josef Leopold (Leopold I.) ze Šternberka 1770–1858 | Josef Leopold (Leopold I.) ze Šternberka 1770–1858 | Josef Leopold (Leopold I.) ze Šternberka 1770–1858 |                                      |                                      | Marie Karolína z Walseggu 1781–1857        | Marie Karolína z Walseggu 1781–1857        | Marie Karolína z Walseggu 1781–1857        | Marie Karolína z Walseggu 1781–1857        | Marie Karolína z Walseggu 1781–1857        | Marie Karolína z Walseggu 1781–1857        |                            |                            |                                                      |                                                      |                                                      |                                                      | 2. Kašpar Maria ze Šternberka 1761–1838              | 2. Kašpar Maria ze Šternberka 1761–1838              | 2. Kašpar Maria ze Šternberka 1761–1838 | 2. Kašpar Maria ze Šternberka 1761–1838 | 2. Kašpar Maria ze Šternberka 1761–1838          | 2. Kašpar Maria ze Šternberka 1761–1838          |                                                  |                                                  | Jan Nepomuk II. ze Šternberka 1752–1789          | Jan Nepomuk II. ze Šternberka 1752–1789          | Jan Nepomuk II. ze Šternberka 1752–1789 | Jan Nepomuk II. ze Šternberka 1752–1789 | Jan Nepomuk II. ze Šternberka 1752–1789                  | Jan Nepomuk II. ze Šternberka 1752–1789                  |                                                          |                                                          | Jáchym ze Šternberka 1755–1808                           | Jáchym ze Šternberka 1755–1808                           | Jáchym ze Šternberka 1755–1808 | Jáchym ze Šternberka 1755–1808 | Jáchym ze Šternberka 1755–1808        | Jáchym ze Šternberka 1755–1808        |                                       |                                       |                                       |                                       |  |  |
| Adam ze Šternberka 1751–1811            | Adam ze Šternberka 1751–1811            | Adam ze Šternberka 1751–1811            | Adam ze Šternberka 1751–1811            | Adam ze Šternberka 1751–1811                  | Adam ze Šternberka 1751–1811                  |                                               |                                               | 1. Aloisie ze Šternberka 1762–1830            | 1. Aloisie ze Šternberka 1762–1830            | 1. Aloisie ze Šternberka 1762–1830     | 1. Aloisie ze Šternberka 1762–1830     | 1. Aloisie ze Šternberka 1762–1830     | 1. Aloisie ze Šternberka 1762–1830     |                                        |                                        | Josef Leopold (Leopold I.) ze Šternberka 1770–1858 | Josef Leopold (Leopold I.) ze Šternberka 1770–1858 | Josef Leopold (Leopold I.) ze Šternberka 1770–1858 | Josef Leopold (Leopold I.) ze Šternberka 1770–1858 | Josef Leopold (Leopold I.) ze Šternberka 1770–1858 | Josef Leopold (Leopold I.) ze Šternberka 1770–1858 |                                      |                                      | Marie Karolína z Walseggu 1781–1857        | Marie Karolína z Walseggu 1781–1857        | Marie Karolína z Walseggu 1781–1857        | Marie Karolína z Walseggu 1781–1857        | Marie Karolína z Walseggu 1781–1857        | Marie Karolína z Walseggu 1781–1857        |                            |                            |                                                      |                                                      |                                                      |                                                      | 2. Kašpar Maria ze Šternberka 1761–1838              | 2. Kašpar Maria ze Šternberka 1761–1838              | 2. Kašpar Maria ze Šternberka 1761–1838 | 2. Kašpar Maria ze Šternberka 1761–1838 | 2. Kašpar Maria ze Šternberka 1761–1838          | 2. Kašpar Maria ze Šternberka 1761–1838          |                                                  |                                                  | Jan Nepomuk II. ze Šternberka 1752–1789          | Jan Nepomuk II. ze Šternberka 1752–1789          | Jan Nepomuk II. ze Šternberka 1752–1789 | Jan Nepomuk II. ze Šternberka 1752–1789 | Jan Nepomuk II. ze Šternberka 1752–1789                  | Jan Nepomuk II. ze Šternberka 1752–1789                  |                                                          |                                                          | Jáchym ze Šternberka 1755–1808                           | Jáchym ze Šternberka 1755–1808                           | Jáchym ze Šternberka 1755–1808 | Jáchym ze Šternberka 1755–1808 | Jáchym ze Šternberka 1755–1808        | Jáchym ze Šternberka 1755–1808        |                                       |                                       |                                       |                                       |  |  |
|                                         |                                         |                                         |                                         |                                               |                                               |                                               |                                               |                                               |                                               |                                        |                                        |                                        |                                        |                                        |                                        |                                                    |                                                    |                                                    |                                                    |                                                    |                                                    |                                      |                                      |                                            |                                            |                                            |                                            |                                            |                                            |                            |                            |                                                      |                                                      |                                                      |                                                      |                                                      |                                                      |                                         |                                         |                                                  |                                                  |                                                  |                                                  |                                                  |                                                  |                                         |                                         |                                                          |                                                          |                                                          |                                                          |                                                          |                                                          |                                |                                |                                       |                                       |                                       |                                       |                                       |                                       |  |  |
|                                         |                                         |                                         |                                         |                                               |                                               |                                               |                                               |                                               |                                               |                                        |                                        |                                        |                                        |                                        |                                        |                                                    |                                                    |                                                    |                                                    |                                                    |                                                    |                                      |                                      |                                            |                                            |                                            |                                            |                                            |                                            |                            |                            |                                                      |                                                      |                                                      |                                                      |                                                      |                                                      |                                         |                                         |                                                  |                                                  |                                                  |                                                  |                                                  |                                                  |                                         |                                         |                                                          |                                                          |                                                          |                                                          |                                                          |                                                          |                                |                                |                                       |                                       |                                       |                                       |                                       |                                       |  |  |
| Adolf Josef ze Šternberka 1807−1827     | Adolf Josef ze Šternberka 1807−1827     | Adolf Josef ze Šternberka 1807−1827     | Adolf Josef ze Šternberka 1807−1827     | Adolf Josef ze Šternberka 1807−1827           | Adolf Josef ze Šternberka 1807−1827           |                                               |                                               | Jaroslav ze Šternberka 1809–1874              | Jaroslav ze Šternberka 1809–1874              | Jaroslav ze Šternberka 1809–1874       | Jaroslav ze Šternberka 1809–1874       | Jaroslav ze Šternberka 1809–1874       | Jaroslav ze Šternberka 1809–1874       |                                        |                                        | Eleonora z Orczy de Orczi 1811–1865                | Eleonora z Orczy de Orczi 1811–1865                | Eleonora z Orczy de Orczi 1811–1865                | Eleonora z Orczy de Orczi 1811–1865                | Eleonora z Orczy de Orczi 1811–1865                | Eleonora z Orczy de Orczi 1811–1865                |                                      |                                      | Leopold II. ze Šternberka 1811–1899        | Leopold II. ze Šternberka 1811–1899        | Leopold II. ze Šternberka 1811–1899        | Leopold II. ze Šternberka 1811–1899        | Leopold II. ze Šternberka 1811–1899        | Leopold II. ze Šternberka 1811–1899        |                            |                            | Louisa z Hohenlohe- Bartenstein-Jagstbergu 1840–1873 | Louisa z Hohenlohe- Bartenstein-Jagstbergu 1840–1873 | Louisa z Hohenlohe- Bartenstein-Jagstbergu 1840–1873 | Louisa z Hohenlohe- Bartenstein-Jagstbergu 1840–1873 | Louisa z Hohenlohe- Bartenstein-Jagstbergu 1840–1873 | Louisa z Hohenlohe- Bartenstein-Jagstbergu 1840–1873 |                                         |                                         | 4. Zdeněk ze Šternberka 1813–1900                | 4. Zdeněk ze Šternberka 1813–1900                | 4. Zdeněk ze Šternberka 1813–1900                | 4. Zdeněk ze Šternberka 1813–1900                | 4. Zdeněk ze Šternberka 1813–1900                | 4. Zdeněk ze Šternberka 1813–1900                |                                         |                                         | 3. Marie Žofie Terezie ze Stadion-Thannhausenu 1819–1873 | 3. Marie Žofie Terezie ze Stadion-Thannhausenu 1819–1873 | 3. Marie Žofie Terezie ze Stadion-Thannhausenu 1819–1873 | 3. Marie Žofie Terezie ze Stadion-Thannhausenu 1819–1873 | 3. Marie Žofie Terezie ze Stadion-Thannhausenu 1819–1873 | 3. Marie Žofie Terezie ze Stadion-Thannhausenu 1819–1873 |                                |                                | Alois ze Šternberka 1815–1835         | Alois ze Šternberka 1815–1835         | Alois ze Šternberka 1815–1835         | Alois ze Šternberka 1815–1835         | Alois ze Šternberka 1815–1835         | Alois ze Šternberka 1815–1835         |  |  |
| Adolf Josef ze Šternberka 1807−1827     | Adolf Josef ze Šternberka 1807−1827     | Adolf Josef ze Šternberka 1807−1827     | Adolf Josef ze Šternberka 1807−1827     | Adolf Josef ze Šternberka 1807−1827           | Adolf Josef ze Šternberka 1807−1827           |                                               |                                               | Jaroslav ze Šternberka 1809–1874              | Jaroslav ze Šternberka 1809–1874              | Jaroslav ze Šternberka 1809–1874       | Jaroslav ze Šternberka 1809–1874       | Jaroslav ze Šternberka 1809–1874       | Jaroslav ze Šternberka 1809–1874       |                                        |                                        | Eleonora z Orczy de Orczi 1811–1865                | Eleonora z Orczy de Orczi 1811–1865                | Eleonora z Orczy de Orczi 1811–1865                | Eleonora z Orczy de Orczi 1811–1865                | Eleonora z Orczy de Orczi 1811–1865                | Eleonora z Orczy de Orczi 1811–1865                |                                      |                                      | Leopold II. ze Šternberka 1811–1899        | Leopold II. ze Šternberka 1811–1899        | Leopold II. ze Šternberka 1811–1899        | Leopold II. ze Šternberka 1811–1899        | Leopold II. ze Šternberka 1811–1899        | Leopold II. ze Šternberka 1811–1899        |                            |                            | Louisa z Hohenlohe- Bartenstein-Jagstbergu 1840–1873 | Louisa z Hohenlohe- Bartenstein-Jagstbergu 1840–1873 | Louisa z Hohenlohe- Bartenstein-Jagstbergu 1840–1873 | Louisa z Hohenlohe- Bartenstein-Jagstbergu 1840–1873 | Louisa z Hohenlohe- Bartenstein-Jagstbergu 1840–1873 | Louisa z Hohenlohe- Bartenstein-Jagstbergu 1840–1873 |                                         |                                         | 4. Zdeněk ze Šternberka 1813–1900                | 4. Zdeněk ze Šternberka 1813–1900                | 4. Zdeněk ze Šternberka 1813–1900                | 4. Zdeněk ze Šternberka 1813–1900                | 4. Zdeněk ze Šternberka 1813–1900                | 4. Zdeněk ze Šternberka 1813–1900                |                                         |                                         | 3. Marie Žofie Terezie ze Stadion-Thannhausenu 1819–1873 | 3. Marie Žofie Terezie ze Stadion-Thannhausenu 1819–1873 | 3. Marie Žofie Terezie ze Stadion-Thannhausenu 1819–1873 | 3. Marie Žofie Terezie ze Stadion-Thannhausenu 1819–1873 | 3. Marie Žofie Terezie ze Stadion-Thannhausenu 1819–1873 | 3. Marie Žofie Terezie ze Stadion-Thannhausenu 1819–1873 |                                |                                | Alois ze Šternberka 1815–1835         | Alois ze Šternberka 1815–1835         | Alois ze Šternberka 1815–1835         | Alois ze Šternberka 1815–1835         | Alois ze Šternberka 1815–1835         | Alois ze Šternberka 1815–1835         |  |  |
|                                         |                                         |                                         |                                         |                                               |                                               |                                               |                                               |                                               |                                               |                                        |                                        |                                        |                                        |                                        |                                        |                                                    |                                                    |                                                    |                                                    |                                                    |                                                    |                                      |                                      |                                            |                                            |                                            |                                            |                                            |                                            |                            |                            |                                                      |                                                      |                                                      |                                                      |                                                      |                                                      |                                         |                                         |                                                  |                                                  |                                                  |                                                  |                                                  |                                                  |                                         |                                         |                                                          |                                                          |                                                          |                                                          |                                                          |                                                          |                                |                                |                                       |                                       |                                       |                                       |                                       |                                       |  |  |
|                                         |                                         |                                         |                                         |                                               |                                               |                                               |                                               |                                               |                                               |                                        |                                        |                                        |                                        |                                        |                                        |                                                    |                                                    |                                                    |                                                    |                                                    |                                                    |                                      |                                      |                                            |                                            |                                            |                                            |                                            |                                            |                            |                            |                                                      |                                                      |                                                      |                                                      |                                                      |                                                      |                                         |                                         |                                                  |                                                  |                                                  |                                                  |                                                  |                                                  |                                         |                                         |                                                          |                                                          |                                                          |                                                          |                                                          |                                                          |                                |                                |                                       |                                       |                                       |                                       |                                       |                                       |  |  |
| Zdeňka Karolína ze Šternberka 1846–1915 | Zdeňka Karolína ze Šternberka 1846–1915 | Zdeňka Karolína ze Šternberka 1846–1915 | Zdeňka Karolína ze Šternberka 1846–1915 | Zdeňka Karolína ze Šternberka 1846–1915       | Zdeňka Karolína ze Šternberka 1846–1915       |                                               |                                               | Karel Bedřich z Schönbornu 1840–1908          | Karel Bedřich z Schönbornu 1840–1908          | Karel Bedřich z Schönbornu 1840–1908   | Karel Bedřich z Schönbornu 1840–1908   | Karel Bedřich z Schönbornu 1840–1908   | Karel Bedřich z Schönbornu 1840–1908   |                                        |                                        | Karolina ze Šternberka 1856–1930                   | Karolina ze Šternberka 1856–1930                   | Karolina ze Šternberka 1856–1930                   | Karolina ze Šternberka 1856–1930                   | Karolina ze Šternberka 1856–1930                   | Karolina ze Šternberka 1856–1930                   |                                      |                                      | 5. Alois ze Šternberka 1850–1907           | 5. Alois ze Šternberka 1850–1907           | 5. Alois ze Šternberka 1850–1907           | 5. Alois ze Šternberka 1850–1907           | 5. Alois ze Šternberka 1850–1907           | 5. Alois ze Šternberka 1850–1907           |                            |                            | Karolína z Thurn-Valsassina-Como-Vercelli 1863–1944  | Karolína z Thurn-Valsassina-Como-Vercelli 1863–1944  | Karolína z Thurn-Valsassina-Como-Vercelli 1863–1944  | Karolína z Thurn-Valsassina-Como-Vercelli 1863–1944  | Karolína z Thurn-Valsassina-Como-Vercelli 1863–1944  | Karolína z Thurn-Valsassina-Como-Vercelli 1863–1944  |                                         |                                         | Filip ze Šternberka 1852–1924                    | Filip ze Šternberka 1852–1924                    | Filip ze Šternberka 1852–1924                    | Filip ze Šternberka 1852–1924                    | Filip ze Šternberka 1852–1924                    | Filip ze Šternberka 1852–1924                    |                                         |                                         | Kunhuta ze Šternberka 1847–1916                          | Kunhuta ze Šternberka 1847–1916                          | Kunhuta ze Šternberka 1847–1916                          | Kunhuta ze Šternberka 1847–1916                          | Kunhuta ze Šternberka 1847–1916                          | Kunhuta ze Šternberka 1847–1916                          |                                |                                | František Evžen z Lobkowicz 1839–1898 | František Evžen z Lobkowicz 1839–1898 | František Evžen z Lobkowicz 1839–1898 | František Evžen z Lobkowicz 1839–1898 | František Evžen z Lobkowicz 1839–1898 | František Evžen z Lobkowicz 1839–1898 |  |  |
| Zdeňka Karolína ze Šternberka 1846–1915 | Zdeňka Karolína ze Šternberka 1846–1915 | Zdeňka Karolína ze Šternberka 1846–1915 | Zdeňka Karolína ze Šternberka 1846–1915 | Zdeňka Karolína ze Šternberka 1846–1915       | Zdeňka Karolína ze Šternberka 1846–1915       |                                               |                                               | Karel Bedřich z Schönbornu 1840–1908          | Karel Bedřich z Schönbornu 1840–1908          | Karel Bedřich z Schönbornu 1840–1908   | Karel Bedřich z Schönbornu 1840–1908   | Karel Bedřich z Schönbornu 1840–1908   | Karel Bedřich z Schönbornu 1840–1908   |                                        |                                        | Karolina ze Šternberka 1856–1930                   | Karolina ze Šternberka 1856–1930                   | Karolina ze Šternberka 1856–1930                   | Karolina ze Šternberka 1856–1930                   | Karolina ze Šternberka 1856–1930                   | Karolina ze Šternberka 1856–1930                   |                                      |                                      | 5. Alois ze Šternberka 1850–1907           | 5. Alois ze Šternberka 1850–1907           | 5. Alois ze Šternberka 1850–1907           | 5. Alois ze Šternberka 1850–1907           | 5. Alois ze Šternberka 1850–1907           | 5. Alois ze Šternberka 1850–1907           |                            |                            | Karolína z Thurn-Valsassina-Como-Vercelli 1863–1944  | Karolína z Thurn-Valsassina-Como-Vercelli 1863–1944  | Karolína z Thurn-Valsassina-Como-Vercelli 1863–1944  | Karolína z Thurn-Valsassina-Como-Vercelli 1863–1944  | Karolína z Thurn-Valsassina-Como-Vercelli 1863–1944  | Karolína z Thurn-Valsassina-Como-Vercelli 1863–1944  |                                         |                                         | Filip ze Šternberka 1852–1924                    | Filip ze Šternberka 1852–1924                    | Filip ze Šternberka 1852–1924                    | Filip ze Šternberka 1852–1924                    | Filip ze Šternberka 1852–1924                    | Filip ze Šternberka 1852–1924                    |                                         |                                         | Kunhuta ze Šternberka 1847–1916                          | Kunhuta ze Šternberka 1847–1916                          | Kunhuta ze Šternberka 1847–1916                          | Kunhuta ze Šternberka 1847–1916                          | Kunhuta ze Šternberka 1847–1916                          | Kunhuta ze Šternberka 1847–1916                          |                                |                                | František Evžen z Lobkowicz 1839–1898 | František Evžen z Lobkowicz 1839–1898 | František Evžen z Lobkowicz 1839–1898 | František Evžen z Lobkowicz 1839–1898 | František Evžen z Lobkowicz 1839–1898 | František Evžen z Lobkowicz 1839–1898 |  |  |
|                                         |                                         |                                         |                                         |                                               |                                               |                                               |                                               |                                               |                                               |                                        |                                        |                                        |                                        |                                        |                                        |                                                    |                                                    |                                                    |                                                    |                                                    |                                                    |                                      |                                      |                                            |                                            |                                            |                                            |                                            |                                            |                            |                            |                                                      |                                                      |                                                      |                                                      |                                                      |                                                      |                                         |                                         |                                                  |                                                  |                                                  |                                                  |                                                  |                                                  |                                         |                                         |                                                          |                                                          |                                                          |                                                          |                                                          |                                                          |                                |                                |                                       |                                       |                                       |                                       |                                       |                                       |  |  |
|                                         |                                         |                                         |                                         |                                               |                                               |                                               |                                               |                                               |                                               |                                        |                                        |                                        |                                        |                                        |                                        |                                                    |                                                    |                                                    |                                                    |                                                    |                                                    |                                      |                                      |                                            |                                            |                                            |                                            |                                            |                                            |                            |                            |                                                      |                                                      |                                                      |                                                      |                                                      |                                                      |                                         |                                         |                                                  |                                                  |                                                  |                                                  |                                                  |                                                  |                                         |                                         |                                                          |                                                          |                                                          |                                                          |                                                          |                                                          |                                |                                |                                       |                                       |                                       |                                       |                                       |                                       |  |  |
| Marie Gabriela ze Šternberka 1890–1934  | Marie Gabriela ze Šternberka 1890–1934  | Marie Gabriela ze Šternberka 1890–1934  | Marie Gabriela ze Šternberka 1890–1934  | Marie Gabriela ze Šternberka 1890–1934        | Marie Gabriela ze Šternberka 1890–1934        |                                               |                                               | Terezie ze Šternberka 1902–1985               | Terezie ze Šternberka 1902–1985               | Terezie ze Šternberka 1902–1985        | Terezie ze Šternberka 1902–1985        | Terezie ze Šternberka 1902–1985        | Terezie ze Šternberka 1902–1985        |                                        |                                        | František Josef Mensdorff-Pouilly 1897–1991        | František Josef Mensdorff-Pouilly 1897–1991        | František Josef Mensdorff-Pouilly 1897–1991        | František Josef Mensdorff-Pouilly 1897–1991        | František Josef Mensdorff-Pouilly 1897–1991        | František Josef Mensdorff-Pouilly 1897–1991        |                                      |                                      |                                            |                                            |                                            |                                            |                                            |                                            |                            |                            | Zdeněk ze Šternberka 1885–1899                       | Zdeněk ze Šternberka 1885–1899                       | Zdeněk ze Šternberka 1885–1899                       | Zdeněk ze Šternberka 1885–1899                       | Zdeněk ze Šternberka 1885–1899                       | Zdeněk ze Šternberka 1885–1899                       |                                         |                                         | Jiří Douglas Sternberg 1888–1965                 | Jiří Douglas Sternberg 1888–1965                 | Jiří Douglas Sternberg 1888–1965                 | Jiří Douglas Sternberg 1888–1965                 | Jiří Douglas Sternberg 1888–1965                 | Jiří Douglas Sternberg 1888–1965                 |                                         |                                         | Kunhuta Mensdorff-Pouilly 1899–1989                      | Kunhuta Mensdorff-Pouilly 1899–1989                      | Kunhuta Mensdorff-Pouilly 1899–1989                      | Kunhuta Mensdorff-Pouilly 1899–1989                      | Kunhuta Mensdorff-Pouilly 1899–1989                      | Kunhuta Mensdorff-Pouilly 1899–1989                      |                                |                                |                                       |                                       |                                       |                                       |                                       |                                       |  |  |
| Marie Gabriela ze Šternberka 1890–1934  | Marie Gabriela ze Šternberka 1890–1934  | Marie Gabriela ze Šternberka 1890–1934  | Marie Gabriela ze Šternberka 1890–1934  | Marie Gabriela ze Šternberka 1890–1934        | Marie Gabriela ze Šternberka 1890–1934        |                                               |                                               | Terezie ze Šternberka 1902–1985               | Terezie ze Šternberka 1902–1985               | Terezie ze Šternberka 1902–1985        | Terezie ze Šternberka 1902–1985        | Terezie ze Šternberka 1902–1985        | Terezie ze Šternberka 1902–1985        |                                        |                                        | František Josef Mensdorff-Pouilly 1897–1991        | František Josef Mensdorff-Pouilly 1897–1991        | František Josef Mensdorff-Pouilly 1897–1991        | František Josef Mensdorff-Pouilly 1897–1991        | František Josef Mensdorff-Pouilly 1897–1991        | František Josef Mensdorff-Pouilly 1897–1991        |                                      |                                      |                                            |                                            |                                            |                                            |                                            |                                            |                            |                            | Zdeněk ze Šternberka 1885–1899                       | Zdeněk ze Šternberka 1885–1899                       | Zdeněk ze Šternberka 1885–1899                       | Zdeněk ze Šternberka 1885–1899                       | Zdeněk ze Šternberka 1885–1899                       | Zdeněk ze Šternberka 1885–1899                       |                                         |                                         | Jiří Douglas Sternberg 1888–1965                 | Jiří Douglas Sternberg 1888–1965                 | Jiří Douglas Sternberg 1888–1965                 | Jiří Douglas Sternberg 1888–1965                 | Jiří Douglas Sternberg 1888–1965                 | Jiří Douglas Sternberg 1888–1965                 |                                         |                                         | Kunhuta Mensdorff-Pouilly 1899–1989                      | Kunhuta Mensdorff-Pouilly 1899–1989                      | Kunhuta Mensdorff-Pouilly 1899–1989                      | Kunhuta Mensdorff-Pouilly 1899–1989                      | Kunhuta Mensdorff-Pouilly 1899–1989                      | Kunhuta Mensdorff-Pouilly 1899–1989                      |                                |                                |                                       |                                       |                                       |                                       |                                       |                                       |  |  |
|                                         |                                         |                                         |                                         |                                               |                                               |                                               |                                               |                                               |                                               |                                        |                                        |                                        |                                        |                                        |                                        |                                                    |                                                    |                                                    |                                                    |                                                    |                                                    |                                      |                                      |                                            |                                            |                                            |                                            |                                            |                                            |                            |                            |                                                      |                                                      |                                                      |                                                      |                                                      |                                                      |                                         |                                         |                                                  |                                                  |                                                  |                                                  |                                                  |                                                  |                                         |                                         |                                                          |                                                          |                                                          |                                                          |                                                          |                                                          |                                |                                |                                       |                                       |                                       |                                       |                                       |                                       |  |  |
|                                         |                                         |                                         |                                         |                                               |                                               |                                               |                                               |                                               |                                               |                                        |                                        |                                        |                                        |                                        |                                        |                                                    |                                                    |                                                    |                                                    |                                                    |                                                    |                                      |                                      |                                            |                                            |                                            |                                            |                                            |                                            |                            |                            |                                                      |                                                      |                                                      |                                                      |                                                      |                                                      |                                         |                                         |                                                  |                                                  |                                                  |                                                  |                                                  |                                                  |                                         |                                         |                                                          |                                                          |                                                          |                                                          |                                                          |                                                          |                                |                                |                                       |                                       |                                       |                                       |                                       |                                       |  |  |
| Marie Leopoldina Lobkowiczová 1943–2017 | Marie Leopoldina Lobkowiczová 1943–2017 | Marie Leopoldina Lobkowiczová 1943–2017 | Marie Leopoldina Lobkowiczová 1943–2017 | Marie Leopoldina Lobkowiczová 1943–2017       | Marie Leopoldina Lobkowiczová 1943–2017       |                                               |                                               | Jan Bosco Sternberg 1936–2012                 | Jan Bosco Sternberg 1936–2012                 | Jan Bosco Sternberg 1936–2012          | Jan Bosco Sternberg 1936–2012          | Jan Bosco Sternberg 1936–2012          | Jan Bosco Sternberg 1936–2012          |                                        |                                        | Karolína Sternbergová 1924–2021                    | Karolína Sternbergová 1924–2021                    | Karolína Sternbergová 1924–2021                    | Karolína Sternbergová 1924–2021                    | Karolína Sternbergová 1924–2021                    | Karolína Sternbergová 1924–2021                    |                                      |                                      | Maximilian Wratislav z Mitrowicz 1917–2002 | Maximilian Wratislav z Mitrowicz 1917–2002 | Maximilian Wratislav z Mitrowicz 1917–2002 | Maximilian Wratislav z Mitrowicz 1917–2002 | Maximilian Wratislav z Mitrowicz 1917–2002 | Maximilian Wratislav z Mitrowicz 1917–2002 |                            |                            | 7. Alžběta Hrubá-Gelenj 1929–2021                    | 7. Alžběta Hrubá-Gelenj 1929–2021                    | 7. Alžběta Hrubá-Gelenj 1929–2021                    | 7. Alžběta Hrubá-Gelenj 1929–2021                    | 7. Alžběta Hrubá-Gelenj 1929–2021                    | 7. Alžběta Hrubá-Gelenj 1929–2021                    |                                         |                                         | 6. Zdeněk Sternberg 1923–2021                    | 6. Zdeněk Sternberg 1923–2021                    | 6. Zdeněk Sternberg 1923–2021                    | 6. Zdeněk Sternberg 1923–2021                    | 6. Zdeněk Sternberg 1923–2021                    | 6. Zdeněk Sternberg 1923–2021                    |                                         |                                         | Terezie Sternbergová 1934–2012                           | Terezie Sternbergová 1934–2012                           | Terezie Sternbergová 1934–2012                           | Terezie Sternbergová 1934–2012                           | Terezie Sternbergová 1934–2012                           | Terezie Sternbergová 1934–2012                           |                                |                                | Bedřich Hrubý-Gelenj 1927–2024        | Bedřich Hrubý-Gelenj 1927–2024        | Bedřich Hrubý-Gelenj 1927–2024        | Bedřich Hrubý-Gelenj 1927–2024        | Bedřich Hrubý-Gelenj 1927–2024        | Bedřich Hrubý-Gelenj 1927–2024        |  |  |
| Marie Leopoldina Lobkowiczová 1943–2017 | Marie Leopoldina Lobkowiczová 1943–2017 | Marie Leopoldina Lobkowiczová 1943–2017 | Marie Leopoldina Lobkowiczová 1943–2017 | Marie Leopoldina Lobkowiczová 1943–2017       | Marie Leopoldina Lobkowiczová 1943–2017       |                                               |                                               | Jan Bosco Sternberg 1936–2012                 | Jan Bosco Sternberg 1936–2012                 | Jan Bosco Sternberg 1936–2012          | Jan Bosco Sternberg 1936–2012          | Jan Bosco Sternberg 1936–2012          | Jan Bosco Sternberg 1936–2012          |                                        |                                        | Karolína Sternbergová 1924–2021                    | Karolína Sternbergová 1924–2021                    | Karolína Sternbergová 1924–2021                    | Karolína Sternbergová 1924–2021                    | Karolína Sternbergová 1924–2021                    | Karolína Sternbergová 1924–2021                    |                                      |                                      | Maximilian Wratislav z Mitrowicz 1917–2002 | Maximilian Wratislav z Mitrowicz 1917–2002 | Maximilian Wratislav z Mitrowicz 1917–2002 | Maximilian Wratislav z Mitrowicz 1917–2002 | Maximilian Wratislav z Mitrowicz 1917–2002 | Maximilian Wratislav z Mitrowicz 1917–2002 |                            |                            | 7. Alžběta Hrubá-Gelenj 1929–2021                    | 7. Alžběta Hrubá-Gelenj 1929–2021                    | 7. Alžběta Hrubá-Gelenj 1929–2021                    | 7. Alžběta Hrubá-Gelenj 1929–2021                    | 7. Alžběta Hrubá-Gelenj 1929–2021                    | 7. Alžběta Hrubá-Gelenj 1929–2021                    |                                         |                                         | 6. Zdeněk Sternberg 1923–2021                    | 6. Zdeněk Sternberg 1923–2021                    | 6. Zdeněk Sternberg 1923–2021                    | 6. Zdeněk Sternberg 1923–2021                    | 6. Zdeněk Sternberg 1923–2021                    | 6. Zdeněk Sternberg 1923–2021                    |                                         |                                         | Terezie Sternbergová 1934–2012                           | Terezie Sternbergová 1934–2012                           | Terezie Sternbergová 1934–2012                           | Terezie Sternbergová 1934–2012                           | Terezie Sternbergová 1934–2012                           | Terezie Sternbergová 1934–2012                           |                                |                                | Bedřich Hrubý-Gelenj 1927–2024        | Bedřich Hrubý-Gelenj 1927–2024        | Bedřich Hrubý-Gelenj 1927–2024        | Bedřich Hrubý-Gelenj 1927–2024        | Bedřich Hrubý-Gelenj 1927–2024        | Bedřich Hrubý-Gelenj 1927–2024        |  |  |
|                                         |                                         |                                         |                                         |                                               |                                               |                                               |                                               |                                               |                                               |                                        |                                        |                                        |                                        |                                        |                                        |                                                    |                                                    |                                                    |                                                    |                                                    |                                                    |                                      |                                      |                                            |                                            |                                            |                                            |                                            |                                            |                            |                            |                                                      |                                                      |                                                      |                                                      |                                                      |                                                      |                                         |                                         |                                                  |                                                  |                                                  |                                                  |                                                  |                                                  |                                         |                                         |                                                          |                                                          |                                                          |                                                          |                                                          |                                                          |                                |                                |                                       |                                       |                                       |                                       |                                       |                                       |  |  |
|                                         |                                         |                                         |                                         |                                               |                                               |                                               |                                               |                                               |                                               |                                        |                                        |                                        |                                        |                                        |                                        |                                                    |                                                    |                                                    |                                                    |                                                    |                                                    |                                      |                                      |                                            |                                            |                                            |                                            |                                            |                                            |                            |                            |                                                      |                                                      |                                                      |                                                      |                                                      |                                                      |                                         |                                         |                                                  |                                                  |                                                  |                                                  |                                                  |                                                  |                                         |                                         |                                                          |                                                          |                                                          |                                                          |                                                          |                                                          |                                |                                |                                       |                                       |                                       |                                       |                                       |                                       |  |  |
|                                         |                                         |                                         |                                         | Jiří Sternberg * 1968                         | Jiří Sternberg * 1968                         | Jiří Sternberg * 1968                         | Jiří Sternberg * 1968                         | Jiří Sternberg * 1968                         | Jiří Sternberg * 1968                         |                                        |                                        | Petra Říhová * 1975                    | Petra Říhová * 1975                    | Petra Říhová * 1975                    | Petra Říhová * 1975                    | Petra Říhová * 1975                                | Petra Říhová * 1975                                |                                                    |                                                    |                                                    |                                                    |                                      |                                      |                                            |                                            |                                            |                                            | I. Kateřina Vávrová * 1971                 | I. Kateřina Vávrová * 1971                 | I. Kateřina Vávrová * 1971 | I. Kateřina Vávrová * 1971 | I. Kateřina Vávrová * 1971                           | I. Kateřina Vávrová * 1971                           |                                                      |                                                      | Filip Sternberg * 1956                               | Filip Sternberg * 1956                               | Filip Sternberg * 1956                  | Filip Sternberg * 1956                  | Filip Sternberg * 1956                           | Filip Sternberg * 1956                           |                                                  |                                                  | II. Susanne Friederike von Berg * 1956           | II. Susanne Friederike von Berg * 1956           | II. Susanne Friederike von Berg * 1956  | II. Susanne Friederike von Berg * 1956  | II. Susanne Friederike von Berg * 1956                   | II. Susanne Friederike von Berg * 1956                   |                                                          |                                                          |                                                          |                                                          |                                |                                |                                       |                                       |                                       |                                       |                                       |                                       |  |  |
|                                         |                                         |                                         |                                         | Jiří Sternberg * 1968                         | Jiří Sternberg * 1968                         | Jiří Sternberg * 1968                         | Jiří Sternberg * 1968                         | Jiří Sternberg * 1968                         | Jiří Sternberg * 1968                         |                                        |                                        | Petra Říhová * 1975                    | Petra Říhová * 1975                    | Petra Říhová * 1975                    | Petra Říhová * 1975                    | Petra Říhová * 1975                                | Petra Říhová * 1975                                |                                                    |                                                    |                                                    |                                                    |                                      |                                      |                                            |                                            |                                            |                                            | I. Kateřina Vávrová * 1971                 | I. Kateřina Vávrová * 1971                 | I. Kateřina Vávrová * 1971 | I. Kateřina Vávrová * 1971 | I. Kateřina Vávrová * 1971                           | I. Kateřina Vávrová * 1971                           |                                                      |                                                      | Filip Sternberg * 1956                               | Filip Sternberg * 1956                               | Filip Sternberg * 1956                  | Filip Sternberg * 1956                  | Filip Sternberg * 1956                           | Filip Sternberg * 1956                           |                                                  |                                                  | II. Susanne Friederike von Berg * 1956           | II. Susanne Friederike von Berg * 1956           | II. Susanne Friederike von Berg * 1956  | II. Susanne Friederike von Berg * 1956  | II. Susanne Friederike von Berg * 1956                   | II. Susanne Friederike von Berg * 1956                   |                                                          |                                                          |                                                          |                                                          |                                |                                |                                       |                                       |                                       |                                       |                                       |                                       |  |  |